# Ułańskie Zdrowie
Ułańskie Zdrowie – zalesione wzgórze o wysokości 318 m n.p.m. Znajduje się na Garbie Tenczyńskim w Lesie Zwierzyniec, na wschód od części miejscowości Tenczynek o nazwie Rzeczki na granicy z osiedlem Gwoździec w Krzeszowicach (działka nr 1858) w województwie małopolskim.

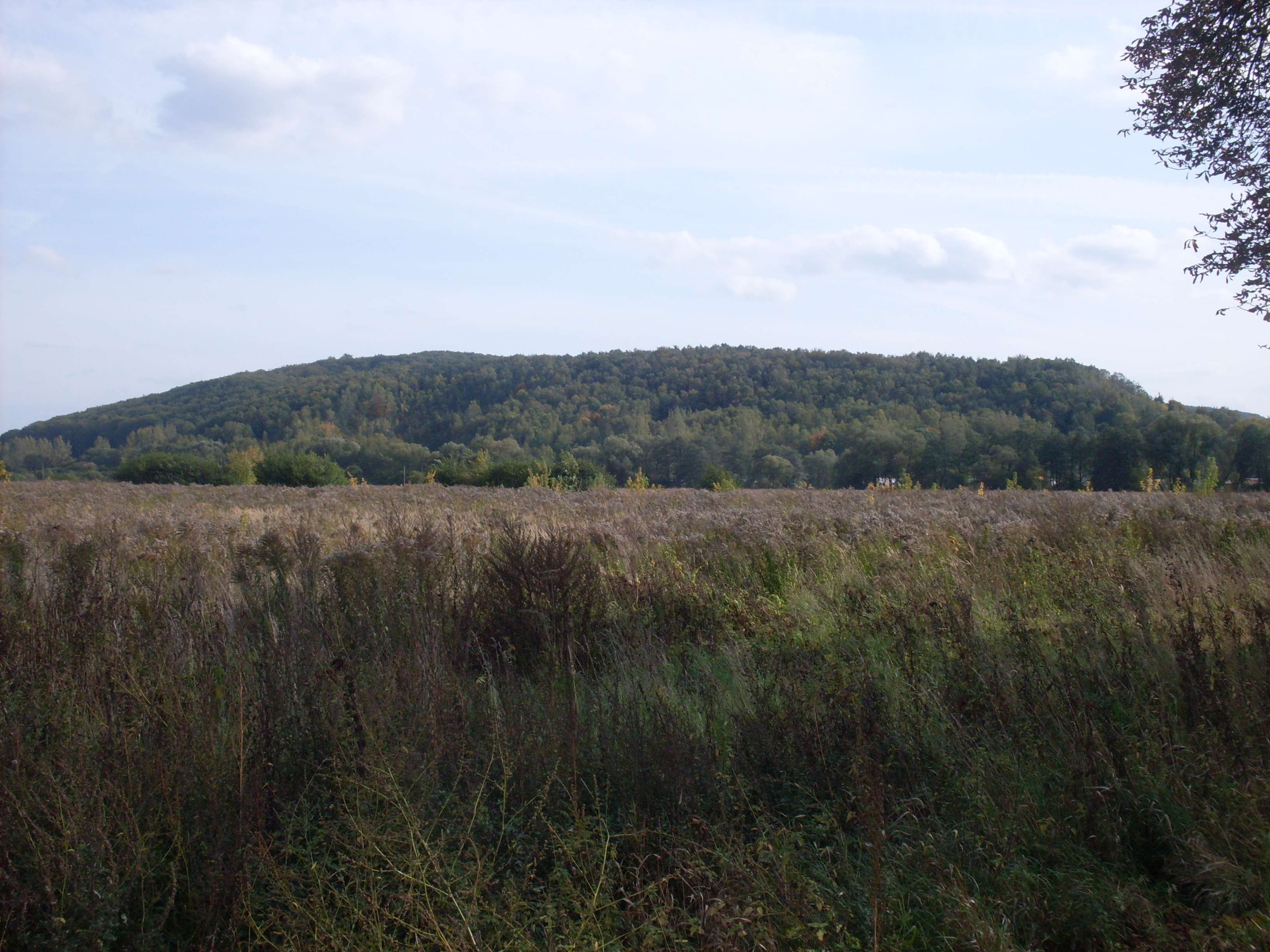
Widok od str. północnej

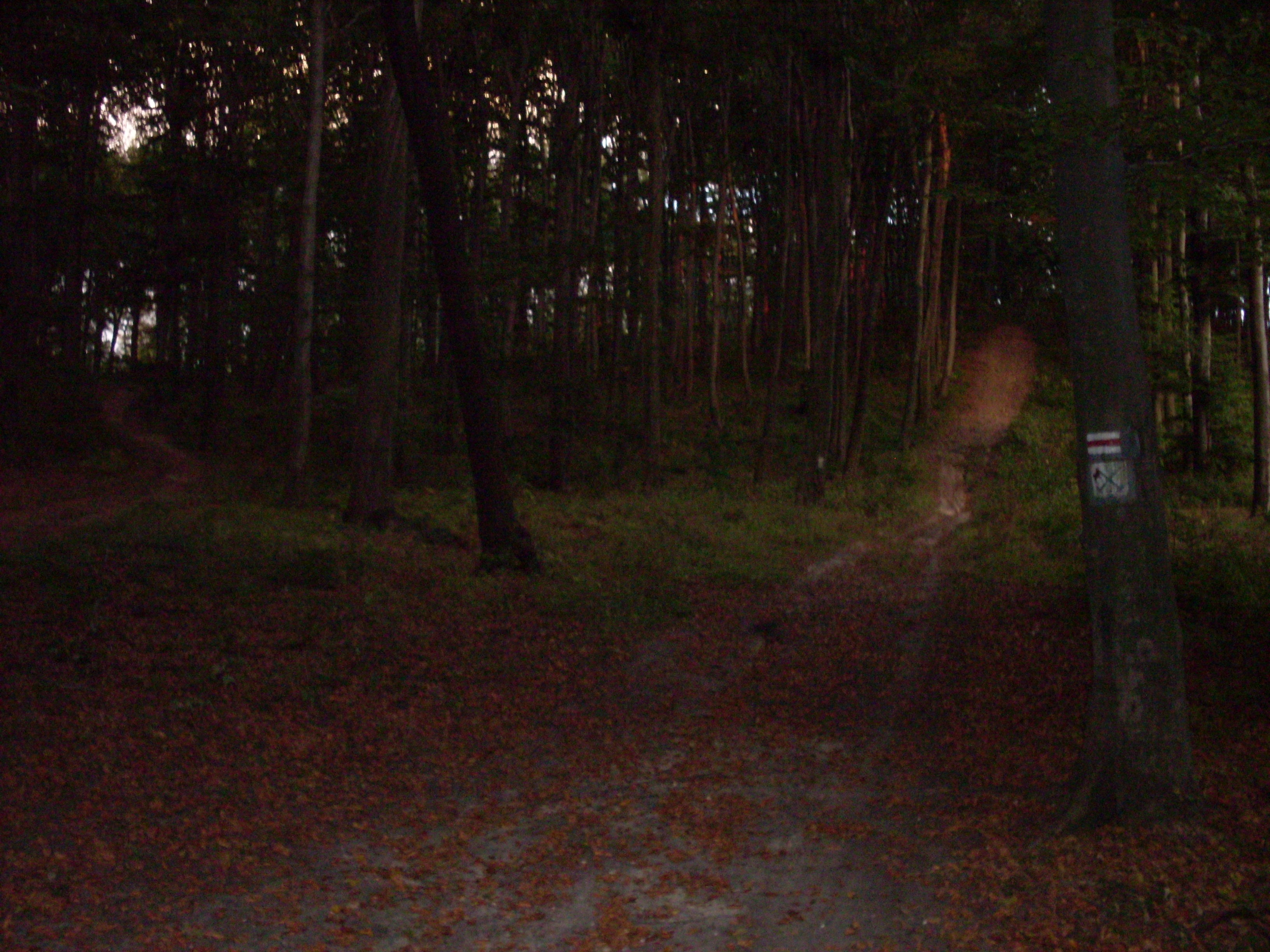
Przy zalesionym szczycie wzgórza – szlaki turystyczne

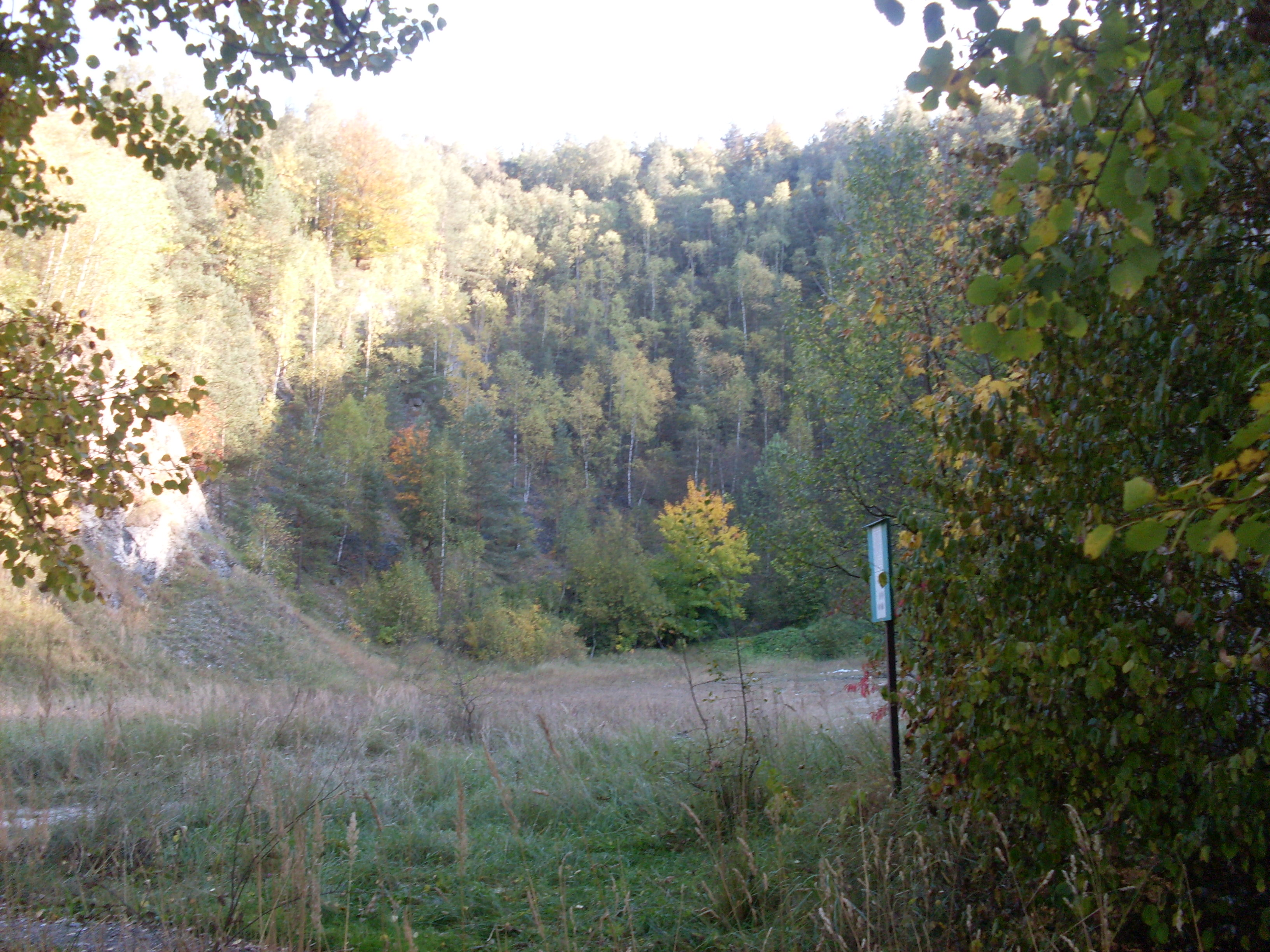
Krzeszowice – Gwoździec. Stara Sztolnia

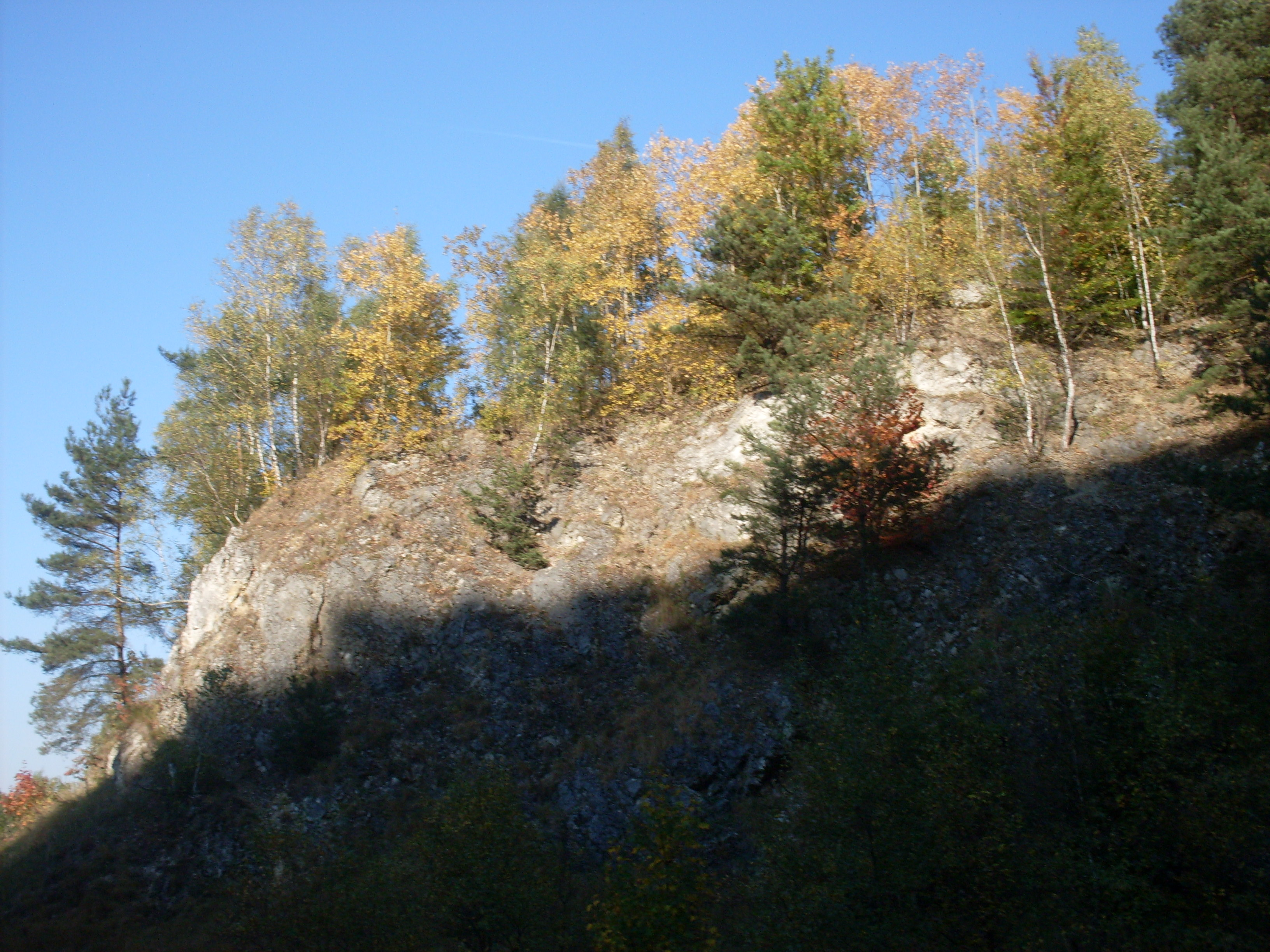
Część wzgórza, skały koło byłego wapiennika Stara Sztolnia

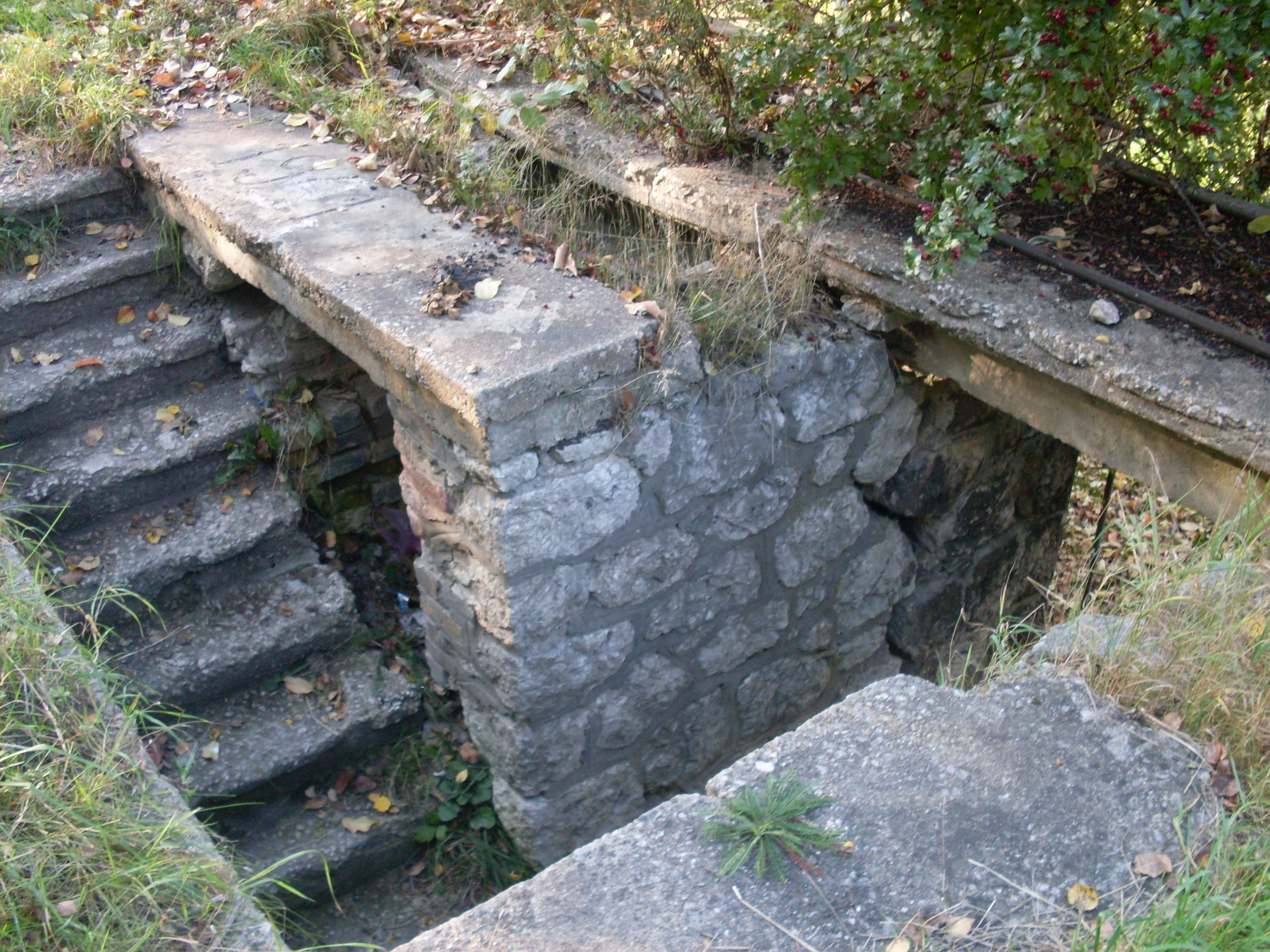
Była rampa kolejki z 1942

Północna strona wzgórza opada do Rowu Krzeszowickiego, a od południowo-zachodniej stronie łączy się ono z Górą Porąbką. U stóp samej krawędzi (strona północna) wzgórza istnieją pozostałości zasypanego wylotu 2150 m sztolni byłej Kopalni Węgla Kamiennego Krystyna w Tenczynku. Znajdują się tam resztki dawnej rampy kolejowej, sortownicy węgla oraz wielki opustoszały kamieniołom wapienia jurajskiego, z wapiennikiem oraz z nieczynną bocznicą kolejową (zlikwidowaną pod koniec lat 70. XX w. z powodu zderzenia się pociągu towarowego z samochodami, tuż przy moście nad Krzeszówką). Bocznica prowadzi z krzeszowickiej stacji kolejowej przez „Starą Sztolnię” (obecnie nazwa części Krzeszowic, dawniej Nawojowej Góry) do kamieniołomu w Zalasie. Od strony zachodniej (część Tenczynka – Rzeczki) znajdują się stawy pod jedną nazwą tzw. Staw Papki (obok Bramy Zwierzynieckiej) i czynną drugą bocznicą kolejową do Zalasa i kamieniołomu Niedźwiedzia Góra. Od strony północno-zachodniej zbocza opadają do przysiółka Gwoździec (obecnie podzielonego między miasto Krzeszowice – zachodnia część – i wsią Nawojowa Góra – wschodnia część przysiółka Gwoździec).
W XIX w. Józef Wawel-Louis opisał wzgórze w monografii Ułańskie Zdrowie. Wspomnienia historyczne. Również wiele miejsca temu wzgórzu poświęcił M. Lisowski, który w rozprawie doktorskiej Krzeszowice pod względem topograficzno-lekarskim opisał Ułańskie Zdrowie. Wzgórze to było ulubionym miejscem spotkań kuracjuszy-ułanów pobliskich Krzeszowic.
Przez Ułańskie Zdrowie przechodzi Szlak Dawnego Górnictwa.